# Marcel Heller
Marcel Heller est un footballeur allemand, né le 12 février 1986 à Frechen en Allemagne. Il évolue actuellement en 2. Bundesliga au SC Paderborn comme attaquant.

## Carrière

### Clubs
| Saison    | Club                | Pays             | Championnat        | Coupes nationales | Coupes d'Europe |
| --------- | ------------------- | ---------------- | ------------------ | ----------------- | --------------- |
| 2006-2007 | Siegen              | Regionalliga Süd | 20 matchs / 7 buts | -                 | -               |
| 2006-2007 | Eintracht Francfort | Bundesliga       | 11 matchs / 1 but  | 1 match           | -               |
| 2007-2008 | Eintracht Francfort | Bundesliga       | 4 matchs / 1 but   | 1 match           | -               |
| 2008-2009 | MSV Duisbourg       | Bundesliga 2     | 18 matchs / 1 but  | -                 | -               |
| 2009-2010 | Eintracht Francfort | Bundesliga       | 9 matchs           | -                 | -               |
| 2010-2011 | Eintracht Francfort | Bundesliga       | 9 matchs           | -                 | -               |
| 2011-2002 | SG Dynamo Dresde    | Bundesliga 2     | 15 matchs          | 2 matchs          | -               |

Dernière mise à jour le 20 mai 2012

## Palmarès
Néant